# 리이스모
리이스모(Riismo)는 양성평등관점에 의해 만들어진 에스페란토 수정안의 한 형태이다.

## 바뀌는 점
'Prezento de Riismo'(프레젠토 데 리이스모)에 따르면:
- 대명사 ri(중성)가 대명사 li(남성)와 ŝi(여성)를 대처한다.
- 접미사 -iĉ-(남성)를 접미사 -in-(여성)와 대등하게 사용한다. 이 두 접미사는 특별히 필요로 할때만, 성(性)을 강조하기 위해 사용한다.
- 성을 나타내는 접미사 -iĉ- 또는 -in-를 사용하지 않은 모든 명사는 중성(양성)을 나타낸다. 하지만, 혼동을 초래할 수 있을 때에는, 중성을 나타내는 접두사 ge-를 사용할 수도 있다.

예를 들어, dentisto(의사)는 dentistiĉo(남의사) 또는 dentistino(여의사)를 나타낸다. (ge)patro(부모)는 patriĉo(아버지) 또는 patrino(어머니)를 나타낸다.

## 같이 보기
- 에스페란토 기초